# Barbara Benkó
Barbara Benkó (nascida em 21 de janeiro de 1990) é uma ciclista húngara que competiu no ciclismo nos Jogos Olímpicos de Verão de 2012, representando a Hungria.